# Sint-Petruskerk (Münster)
De Sint-Petruskerk (Duits:St. Petri), is een rooms-katholiek kerkgebouw in de Westfaalse stad Münster. De kerk staat aan de oever van het riviertje de Aa, niet ver van de Sint-Paulusdom, tussen het Fürstenberghaus en de Faculteit voor Katholieke Theologie. Ze doet dient als studentenkerk voor de universiteitsgemeenschap en als schoolkerk van het Gymnasium Paulinum. Wegens de goede akoestiek is het kerkgebouw uitstekend geschikt voor religieuze koor- en orgelconcerten; daarnaast is het godshuis een populaire trouwlocatie.

## Geschiedenis en beschrijving
De Petruskerk werd tussen 1590 een 1597 voor het Münsterse jezuïetencollege gebouwd, vanwaaruit later de universiteit van Münster zou voortkomen. Architect en bouwleider was Johann Roßkott.
De kerk is een op het oosten georiënteerde, drieschepige basiliek zonder transept. Het gebruikte bouwmateriaal is rode baksteen voor de muurvlakken (met in het westen tot vijf meter boven de grond steenslag) en voor de decoratieve verdeling lichte zandsteen. Twee slanke klokkentorens flankeren het koor. Binnen verdelen galerijen de zijschepen in twee verdiepingen. Aan de noord- en zuidzijde bieden lage trappentorens toegang tot deze galerijen. 
De Sint-Petruskerk is gebouwd in een tussenstijl van gotiek en renaissance. De basikale hoofdstructuur en de steunberen zijn eerder gotisch te noemen, de vensters vertonen mengvormen en de portalen vertegenwoordigen overduidelijk de renaissance.

## Orgel
Het oude orgel uit 1905 werd net als de oudere orgelkas in de Tweede Wereldoorlog verwoest. Het huidige orgel van de Petruskerk op de westelijke galerij dateert uit 1962 en werd door de orgelbouwer Franz Breil uit Dorsten gebouwd. Het mechanische sleeplade-instrument heeft 25 registers verdeeld over twee manualen en pedaal. In 1993 werd het orgel zonder verdere wijzigingen gerestaureerd.

## Afbeeldingen

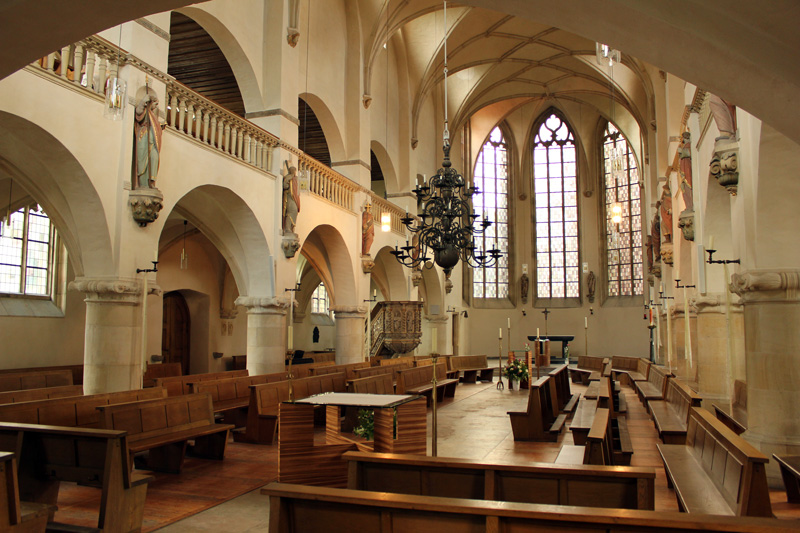
interieur richting koor
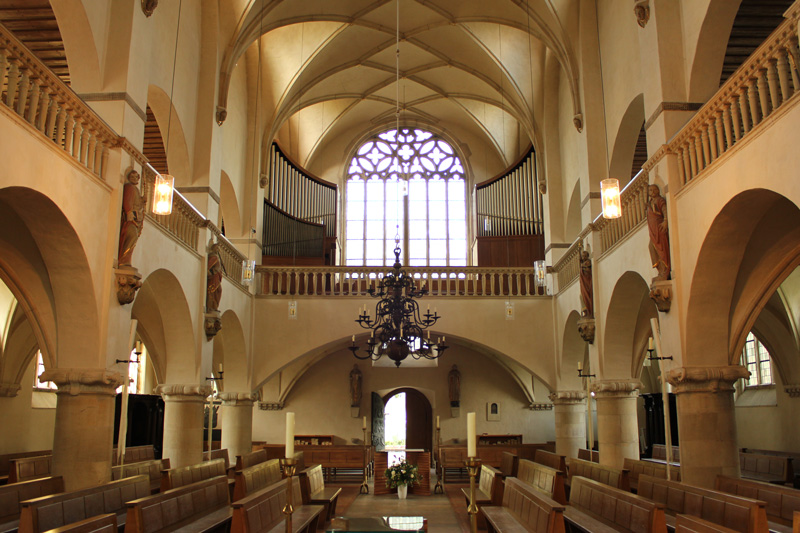
interieur richting orgelgalerij